# 慈恵青戸看護専門学校

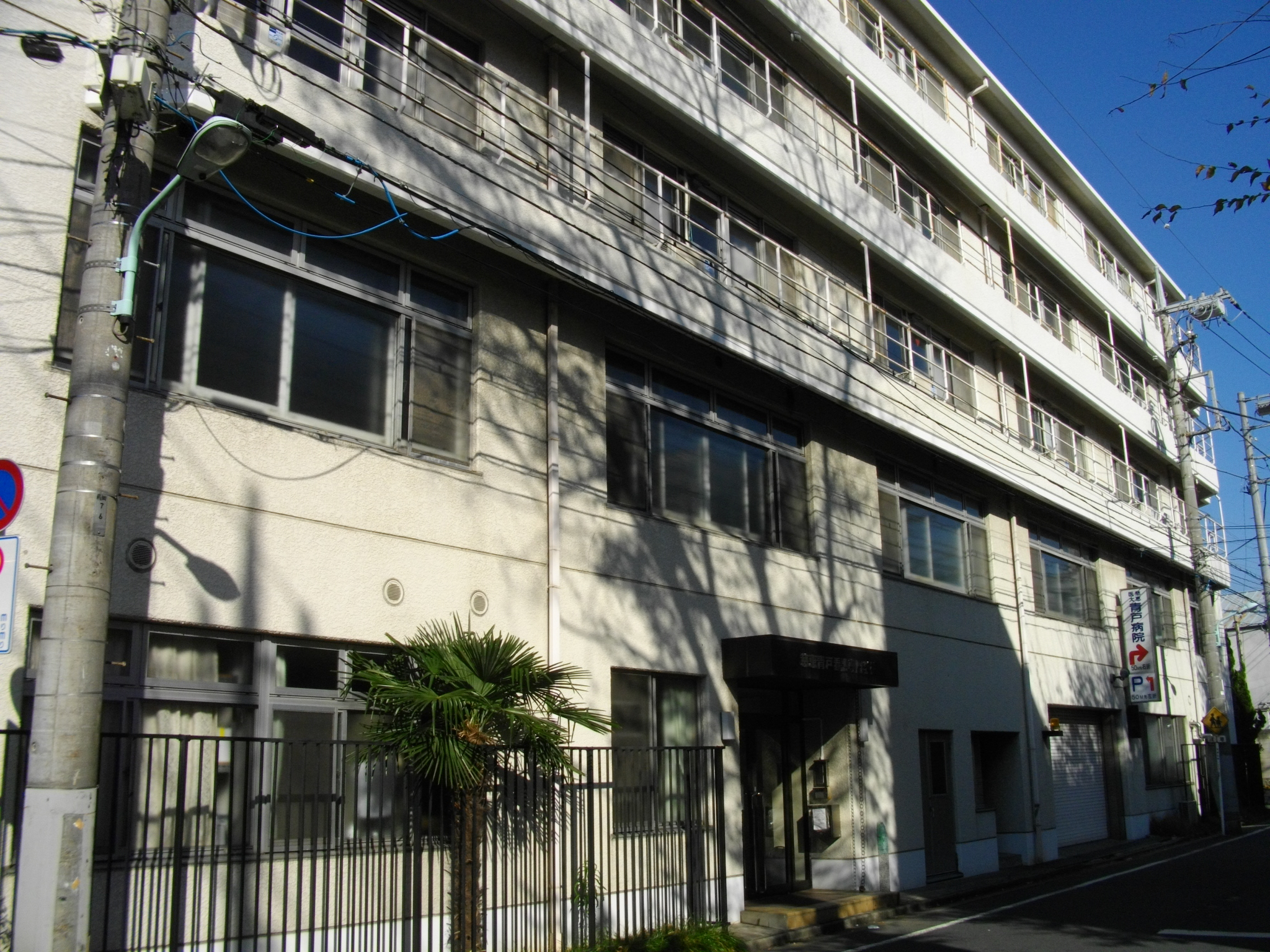
旧慈恵青戸看護専門学校

慈恵青戸看護専門学校 （じけいあおとかんごせんもんがっこう）は、学校法人慈恵大学が運営していた看護専門学校。東京都葛飾区青戸7丁目31番23号に位置し、東京慈恵会医科大学附属青戸病院（現・東京慈恵会医科大学葛飾医療センター）に併設されていた。1975年に設置され、2010年に廃止された。最後の学校長は、武田信彬。

## 歴史
＜主な出典：慈恵看護教育年表＞
- 1975年04月 - 学校法人慈恵大学が慈恵青戸高等看護学院（2年課程・定時制）を開校。
- 1977年03月 - 学校教育法の改正（専修学校制度新設）に伴い、慈恵青戸看護専門学校と改称（前年10月、専修学校として認可）。
- 1985年04月 - 3年課程を併設。
- 1989年03月 - 2年課程を廃止。
- 1990年04月 - 1学年定員40人とする。
- 2010年03月 – 閉校。

## 交通アクセス
- 京成電鉄青砥駅より徒歩10分
- 東日本旅客鉄道常磐線亀有駅よりバス10分